# Ева Доманська
Ева Доманська (пол. Ewa Domańska; нар. 1963) — польська історикиня. професор Університету ім. Адама Міцкевича, запрошена професор Стенфордського університету. Авторка і редакторка книг, що представляють найостанніші тенденції в галузі гуманітарних та соціальних наук. президент Міжнародної комісії з теорії та історії історіографії, членкиня комітету міжнародного фонду «Imitatio. Integrating Human Sciences».

## Освіта і професійна діяльність
Випускниця Інституту історії Університету ім. Адама Міцкевича. У 1995 році здобула докторський ступінь. Стипендіатка Фундації Фулбрайта (1995—1996, Берклі) і Фундації Костюшка (2000—2001, Стенфордський університет). 2007 року здобула ступінь габілітованого доктора, 2010 року — професора в Університеті ім. Міцкевича. З 2002 року visiting professor у Department of Anthropology Stanford University й affilialted faculty в Center for Russian, East European & Eurasian Studies (CREEES).

### Статті українською
- Куди прямує сучасна гуманітаристика? [Архівовано 9 жовтня 2016 у Wayback Machine.]